# Станко Трифуновић
Станко Трифуновић (Ниш, 25. децембар 1964) српски је археолог, познат по истраживању античких и средњовековних налазишта у Војводини. Музејски је саветник Музеја Војводине у Новом Саду.

## Биографија
Образовање и звања
Основну школу завршио је у Алибунару а средњу у Београду и тако стекао диплому Музејског документаристе. Студије археологије завршио је 1989. године на Филозофском факултету у Београду, на Катедри за средњовековну археологију. Од 1993. године запослен је у Музеју Војводине у Новом Саду. Крајем исте године положио је стручни испит за кустоса-археолога и од онда је стално запослен као кустос за раносредњовековну археологију. Звање вишег кустоса стекао је 2002, а музејског саветника 2012. године.
Стручно-научни рад Осим редовних музејских, кабинетских послова, сваке године је обављао теренска археолошка истраживања. Током 1993. године вршио је ископавања у Добрици, на насељу 9. века и у Баранди, на насељу 4. века. Од 1994. до 1996. године спровео је пројекат Музеја Војводине „Археолошка истраживања словенских насеља у северној Бачкој и северном Банату“. Током тог периода обавио је ископавања на више археолошких налазишта од 4. до 10. века, од којих су најзначајнија у Хоргошу и Падеју, оба раносредњовековна насеља.
У Хоргошу је водио и пројекат систематског ископавања налазишта „Стуб 76“, настављајући ископавања од 2003. до 2006. године. Локалитет је у потпуности истражен и чека објављивање монографије.
Од 1997. године до данас руководи пројектом заштитних археолошких истраживања на вишеслојном налазишту „Стари виногради“ у Чуругу. Приредио је две изложбе — „Стари виногради — археолошко благо Чуруга“ у Чуругу и Жабљу 2000. године и „Лимиганти — загонетка археологије“ у Чуругу 2001. године. О истраживањима овог налазишта издао је ЦД Археолошко налазиште Чуруг, Стари виногради 2006. и објавио неколико стручних радова. За десетогодишњицу година рада на овом налазишту добио је 2007. године награду „8. новембар“ Општине Жабаљ.
Од 2004. године руководи пројектом Музеја Војводине и Покрајинског Завода за заштиту споменика културе у Новом Саду „Археолошка топографија Баната“ чији је и покретач. Уредник је монографије Археолошка топографија општине Нови Кнежевац — прве у серији монографија „Археолошка топографија Баната“ коју је са другим колегама-учесницима и покренуо.
Иницијатор је потписивања Уговора о сарадњи на пројекту „Археолошка топографија Баната“ између Музеја Војводине и Музеја Баната у Темишвару као и Уговора о сарадњи на пољу античке и средњовековне археологије између Музеја Војводине и Археолошког института Руске академије nаука.
Члан је Српског археолошког друштва, у чијем је Управном одбору учествовао од 2003. до 2007. године.

## Награде и признања
- 1989. Награда Народног музеја у Београду за дипломски рад
- 2007. Награда „8. новембар“ Општине Жабаљ за истраживање налазишта Чуруг - Стари виногради

## Учешће на научним скуповима (избор)
- „Средњовековна и словенска археологија у Војводини“ у Новом Саду 1994. године.
- 6. Конгрес словенске археологије Међународне уније за словенску археологију 1996. године у Новгороду.
- 2007. године у Вршцу
- 30. симпозијум Међународне Уније за пра– и протоисторију „The Iron Gates Region in The Second Iron Age: Settlements, Necropolises, Treasures” 2008. у Дробети
- , конференција 2, 2008. у Тули.
- , 2009. године у Солуну.
- , конференција 4, 2012. у Куликовом пољу.